# Phyllophichthus
Phyllophichthus is een geslacht van straalvinnige vissen uit de familie van slangalen (Ophichthidae). Het geslacht is voor het eerst wetenschappelijk beschreven in 1951 door Gosline.

## Soorten
- Phyllophichthus xenodontus Gosline, 1951